# Standardisation et uniformisation de l’orthographe
Die Standardisierung und Vereinheitlichung der Rechtschreibung der Landessprachen von Zaire (französisch: standardisation et uniformisation de l'orthographe des langues nationales du Zaïre) ist eine Reihe von Rechtschreibregeln und alphabetischen Kriterien, die von einem der Ausschüsse des ersten linguistischen Seminars von Zaire (heute Demokratische Republik Kongo) vom 22. bis 26. Mai 1974 in Lubumbashi für die Sprachen Kikongo, Lingala, Swahili und Tshiluba empfohlen wurden.

## Regeln und Prinzipien

### Grundregeln
- Wann immer möglich soll der Einsatz von Digraphen, Trigraphen etc., um einen einzelnen Ton zu vertreten, vermieden werden.
- Nie ein einzelnes Zeichen für eine Gruppe von Lauten verwenden.
- Verwenden Sie nicht mehrere verschiedene Zeichen, um den gleichen Ton zu repräsentieren.
- Die Schreibweise einer Sprache ist in erster Linie phonologisch und nicht phonetisch; weshalb wohl die phonologischen, nicht jedoch die phonetischen Besonderheiten einer Sprache berücksichtigt werden müssen.

### Grundprinzipien
Von diesen Grundregeln lassen sich mehrere Prinzipien ableiten.
- Die Schreibweise (phonologisch) ist zu unterscheiden von der Transkription (Lautschrift).
- Jeder Laut wird durch ein einziges Zeichen dargestellt.

## Regeln

### Vokale
| Vokale     | Vokale | Vokale | Vokale | Vokale |
| ---------- | ------ | ------ | ------ | ------ |
| i          | i      |        | u      | u      |
| e          | e      |        | o      | o      |
| ɛ          | ɛ      |        | ɔ      | ɔ      |
|            |        | a      |        |        |
| Halbvokale |        |        |        |        |
| y          | y      |        | w      | w      |

#### Orale Vokale
Die Buchstaben a, e, ɛ, i, o, ɔ und u werden verwendet, aber ɛ und ɔ werden bei den fünfvokaligen Sprachen (Kikongo, Swahili, Tshiluba etc.) weggelassen.

#### Nasalvokale
Die Tilde wird verwendet, um Nasalvokale in den Sprachen anzugeben, in denen sie vorkommen.

### Halbvokale
Die Buchstaben y und w werden für die direkte Kennzeichnung der Halbvokale verwendet, die auf die Vokale (/i/, /e/, /ɛ/) folgen (beim 'y'), respektive, welche vor den Vokalen (/ɔ/, /o/, /u/) liegen (beim 'w').

### Konsonanten
|           | Bilabial | Bilabial | Labiodental | Labiodental | Alveolar | Alveolar | Postalveolar | Postalveolar | Palatal | Palatal | Velar  | Velar  | Laryngal | Laryngal | Labiovelar | Labiovelar |
| --------- | -------- | -------- | ----------- | ----------- | -------- | -------- | ------------ | ------------ | ------- | ------- | ------ | ------ | -------- | -------- | ---------- | ---------- |
| Nasal     | m        | m        |             |             | n        | n        |              |              | ny      | ny      | ng ng’ | ng ng’ |          |          |            |            |
| Okklusiv  | p        | b        |             |             | t        | d        |              |              |         |         | k      | g      |          |          | kp         | gb         |
| Frikativ  |          |          | f           | v           | s        | z        | sh           | j            |         |         |        |        | h        | h        |            |            |
| Affrikate |          |          |             |             |          |          | c            | dj           |         |         |        |        |          |          |            |            |
| Lateral   |          |          |             |             | l        | l        |              |              |         |         |        |        |          |          |            |            |
| Vibrant   |          |          |             |             | r        | r        |              |              |         |         |        |        |          |          |            |            |

Die Konsonanten werden durch einzelne Buchstaben oder Digraphen vertreten.
In Sprachen, bei denen ⟨dj⟩ nicht in Opposition zu ⟨j⟩ steht, wird ⟨j⟩ anstelle von ⟨dj⟩ verwendet. Speziell für Swahili wird die seit langem in den anderen Ländern eingeführte Schreibweise ⟨ch⟩ statt ⟨c⟩ beibehalten. Damit ist diese Norm insgesamt sehr weitgehend mit der Standardschreibweise von Swahili verträglich.

### Vokalquantität
| Vokalquantität    | Schreibweise |
| ----------------- | ------------ |
| kurzer Vokal      | e            |
| langer Vokal      | ee           |
| ultralanger Vokal | eee          |

Die Bezeichnung der Vokalquantität (lange oder kurze Vokal) wird durch eine Verdoppelung der Vokalzeichen für lange Vokale empfohlen. Ultralange Vokale können durch ein dreifaches Vokalzeichen dargestellt werden.

### Ton
| Ton            | Schreibweise |
| -------------- | ------------ |
| hoher Ton      | ó            |
| mittlerer Ton  | o̍            |
| Tiefer Ton     | ò            |
| steigender Ton | ǒ            |
| sinkender Ton  | ô            |

Die Bezeichnung der Töne wird empfohlen. Der häufigste Ton wird ohne besondere Kennzeichnung aufgeschrieben, um die Rechtschreibung zu erleichtern. Die folgenden Symbole werden verwendet:
- Akut für den hohen Ton;
- Gravis für den tiefen Ton;
- Zirkumflex für den sinkenden Ton;
- Hatschek für den ansteigenden Ton;
- Senkrechter Akzent für den mittleren Ton.

## Bibliographie
- A. B. Edema, K. Nduku: Application du projet ORTHAF. Les variantes graphiques de l’IFA: un point de vue zaïrois. In: Danièle Latin et al. (Hrsg.): Inventaire des Usages de la Francophonie: nomenclatures et méthodologies. John Libbey, Montrouge, London, Rom 1993, ISBN 2-7420-0002-X, S. 355–372 (französisch).
- Atibakwa Baboya Edema: L’orthographe des langues de la République démocratique du Congo: entre usages et norme. In: Cahiers du Rifal: Le traitement informatique des langues africaines. Band 23, 2003, ISSN 1726-5363, S. 76–83 (französisch, ulb.ac.be [PDF; abgerufen am 6. September 2019]).